# Pankau
Pankau nazwisko nieodmienne, pochodzenia niemieckiego, na początku lat 90. XX wieku Polskę zamieszkiwały 474 osoby o tym nazwisku.

## Znane osoby noszące nazwisko Pankau
- Henryk Pankau (1924 – 2004) – działacz gospodarczy i kulturalny

Nazwisko przeniesione na grunt polski ze społeczności kosznajderskiej.